# Длиннохвостая горлица
Длиннохвостая горлица (лат. Uropelia campestris) — вид птиц из семейства голубиных. Единственный вид рода Uropelia. Не образует подвидов.

## Распространение
Обитает в серрадо центральной и северо-восточной Бразилии и на юго-западе Боливии. Естественные места обитания — это сухие саванны, субтропические или тропические сезонно влажные или затоплены низменные луга.

## Морфология
Длина тела достигает 17 сантиметров. Самка отличается от самца только несколько более бледными кольцами вокруг глаз. Лоб серо-голубой. Шея розоватая, горло и грудь светло-розоватые. Брюхо и подхвостье белые. Хвост тускло-коричневый. Клюв чёрный, а радужная оболочка светло-голубая.

## Подвиды
Номинативная форма Uropelia campestris campestris встречается на бразильской равнине от штата Мараньян до Пиауи и в штатах Гояс и Баия. Кроме того, он населяет также остров Маражо. Подвид Uropelia campestris figginsi обитает в остальной части Бразилии и на востоке Боливии. Таким образом, ареал вида имеет большую площадь распространения, размер которого, по оценке МСОП, составляет 1,8 млн км².